# Maripily Rivera
María del Pilar Rivera Borrero (Ponce, 15 de junio de 1977), conocida como Maripily Rivera, es una modelo, empresaria y personalidad de televisión puertorriqueña.

## Primeros años
Maripily Rivera nació el 15 de junio de 1977. Sus padres fueron Héctor Rivera y Pilar Borrero. Se graduó de un Bachiller universitario en ciencias con un grado en periodismo de la Universidad Interamericana de Puerto Rico y trabajó en un periodo corto en Univision como reportera.

## Carrera
Rivera es modelo desde 1995 cuando participó en el certamen Miss Puerto Rico. También fue finalista del concurso Miss Puerto Rico Petite de 1999. También protagonizó el reality show "Famosas VIP" de la cadena Telefutura.[8] Rivera copresentó "Que Suerte" y "No te duermas" con Héctor Marcano en WAPA-TV de Puerto Rico y con Antonio Sánchez, "El Gangster", en Telemundo de Puerto Rico, respectivamente.  También trabajó en JAMZ para Telemundo y HTV. Rivera interpretó a una camarera de casino en la película puertorriqueña Miente de 2009. Se esperaba que actuara en un cameo en una presentación benéfica de recaudación de fondos de 2012 en Orlando, Florida, de la obra Los monólogos de la vagina, pero renunció dos días antes debido a una disputa contractual.
Rivera abrió y operó una tienda de moda en Guaynabo, Puerto Rico, durante varios años llamada Maripily Boutique, que se incendió en 2007 y luego reabrió. Sus esfuerzos empresariales actuales incluyen la venta de sus propias líneas de jeans, trajes de baño, ropa interior, zapatos y bolsos a través de la cadena puertorriqueña Pompis Store. Su diseño de ropa otorga especial importancia a favorecer una variedad de tipos de cuerpo, incluidas figuras de talla grande. En 2013, lanzó su propia fragancia, MP by Maripily.
En 2024,  tras su triunfo en la cuarta temporada de La casa de los famosos, produjo la obra de teatro La casa de Maripily: ¡Se Vale To'!, donde actúa con varios actores puertorriqueños y algunos de sus excompañeros de la temporada, entre ellos Alfredo Adame y Paulo Quevedo.

## Vida personal
Rivera tuvo un hijo de su primera relación amorosa. Estuvo casada con Roberto Alomar desde 2009 hasta 2011, divorciándose debido a que ella lo acusó de violencia doméstica.
En diciembre de 2013, se comprometió con el también empresario Alberto Rodríguez y planearon una boda para mayo de 2014, que fue cancelada también por una acusación de su parte por violencia doméstica.

## Filmografía
| Año  | Título                             | Rol                            | Notas                         |
| ---- | ---------------------------------- | ------------------------------ | ----------------------------- |
| 2009 | Miente                             | Camarera                       | Reparto; película             |
| 2012 | Mira quien baila                   | Concursante (temporada 3)      | 5.a eliminada                 |
| 2015 | Top Chef Estrellas                 | Concursante (temporada 2)      | 5.a eliminada                 |
| 2020 | Guerreros 2020                     | Miembro del Equipo Cobras      | Abandono                      |
| 2021 | Guerreros 2021                     | Refuerzo para el Equipo Cobras | Invitada                      |
| 2024 | La casa de los famosos             | Concursante (temporada 4)      | Ganadora                      |
| 2024 | La casa de Maripily: ¡Se Vale To'! | Ella misma                     | Protagonista (obra de teatro) |
| 2025 | La casa de los famosos All-Stars   | Panelista                      | [ 23 ]                        |